# Regering-Wessenberg
Dit artikel geeft een overzicht van de regering onder Johann von Wessenberg-Ampringen in het Keizerrijk Oostenrijk.
| Functie            | Persoon                         | Van               | Tot               |
| ------------------ | ------------------------------- | ----------------- | ----------------- |
| Minister-president | Johann von Wessenberg-Ampringen | 18 juli 1848      | 21 november 1848  |
| Buitenlandse Zaken | Johann von Wessenberg-Ampringen | 18 juli 1848      | 21 november 1848  |
| Handel             | Theodor von Hornbostel          | 10 juli 1848      | 21 november 1848  |
| Onderwijs          | Anton von Doblhoff-Dier         | 18 juli 1848      | 11 oktober 1848   |
| Financiën          | Philipp von Krauß               | 18 juli 1848      | 21 november 1848  |
| Binnenlandse Zaken | Anton von Doblhoff-Dier         | 18 juli 1848      | 11 oktober 1848   |
| Justitie           | Alexander von Bach              | 18 juli 1848      | 21 november 1848  |
| Openbare Werken    | Ernst von Schwarzer             | 19 juli 1848      | 22 september 1848 |
| Openbare Werken    | Theodor von Hornbostel          | 23 september 1848 | 10 oktober 1848   |
| Oorlog             | Theodor Baillet von Latour      | 18 juli 1848      | 6 oktober 1848    |

Kolowrat · Pillersdorf · Wessenberg · Schwarzenberg · Buol · Rechberg · Aartshertog Reinier · Belcredi